# سليمان شنين
سليمان شنين (مواليد عام 1965 بمدينة ورقلة جنوبي الجزائر)، هو سياسي كاتب وصحفي جزائري. انتخب يوم 10 جويلية 2019 رئيس للمجلس الشعبي الوطني الجزائري (البرلمان) خلفا للنائب عن جبهة التحرير الوطني معاذ بوشارب الذي اضطر للاستقالة مؤخرا تحت ضغط الحراك الشعبي. أول معارض وأول إسلامي يقود مجلس النواب.
في عام 2019 اُنتخب رئيسا للمجلس الشعبي الوطني، وجاء ذلك في سياق مطالب المسيرات الشعبية المستمرة للحراك الوطني.